# Христианская церковь «Маранафа»
Христианская церковь «Маранафа» (порт. Igreja Cristã Maranata) — протестантская пятидесятническая церковь, базирующаяся в Бразилии. Церковь действует в 100 странах мира и объединяет около миллиона прихожан. В Бразилии Христианская церковь «Маранафа» насчитывает 6 тыс. поместных общин и 750 тыс. верующих.
Штаб-квартира организации расположена в бразильском городе Вила-Велья (штат Эспириту-Санту).
Название церкви содержит фразу из Библии, означающую «Господь грядёт».

## История
История церкви восходит к духовному пробуждению среди традиционных протестантских общин в Бразилии в 60-х годах XX века. В 1967 году в пресвитерианской церкви города Вила-Велья образовалась группа прихожан, переживших пятидесятнический опыт крещения Духом Святым. Подобные харизматические группы возникали в других городах — Каратинге, Жуис-ди-Форе. Вскоре подобные группы оставили пресвитерианскую церковь и объединились в христианскую церковь «Маранафа». Датой основания церкви считается январь 1968 года.
Первым президентом церкви был Мануэль Баррос, который руководил движением с 1968 года. В 1986 году его сменил Эдвард Додд. С 2007 года во главе христианской церкви «Маранафа» стоит Жедалти Викталино Гуэрос.
Численность верующих в Бразилии продолжает расти. В 2004 году 100 тыс. бразильцев приняло водное крещение в церкви «Маранафа»
В 1978 году движение «Маранафа» открыла первый дочерний филиал в Европе, в городе Порту (Португалия). В настоящее время в Португалии действует 35 поместных церквей. Впоследствии филиалы церкви появились в Великобритании, Италии, Франции, Испании, Нидерландах, Германии и Швейцарии.
Международная миссия «Маранафа» действует также в США, странах Латинской Америки, Азии и Африки. Церковь поддерживает партнерские отношения с пятидесятническими союзами Восточной Европы, Средней Азии и Ближнего Востока.

## Вероучение и практика

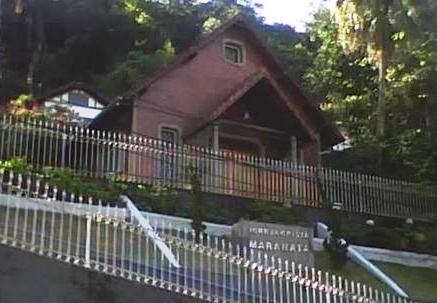
Храм церкви в Рио-де-Жанейро

Церковь «Маранафа» относится к пятидесятникам двух благословений.
Вероучение церкви содержит 8 основных заявлений веры, в которых утверждается:
- вера в вечного триединого Бога
- вера в божественность Христа
- вера в богодухновенность Библии
- грехопадение человека
- служение церкви на земле
- необходимость водного крещения и вечери Господней
- крещение Духом Святым
- Второе пришествие Христа

Ни один служитель церкви (пастор, диакон и т. д.) не получает официальную зарплату. Молитвенные богослужения происходят ежедневно утром и вечером. Воскресные богослужения, которые длятся около 1 часа, состоят из хвалы и поклонения Богу, проповеди и совместных молитв.

## Храмы

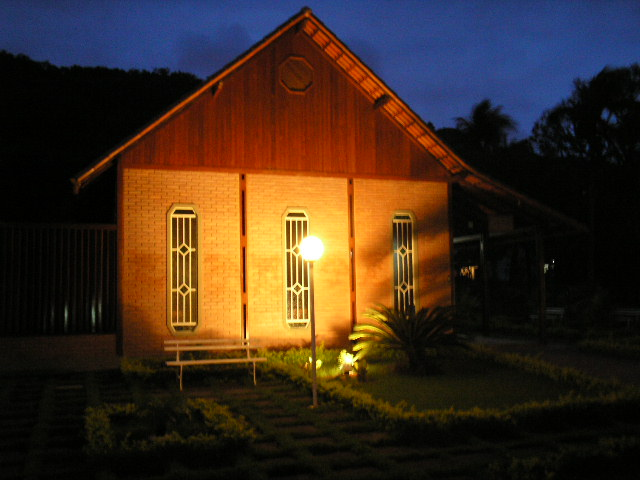
Типичный молитвенный дом движения «Маранафа»

Общины движения «Маранафа» сравнительно небольшие. Поместная церковь состоит из 150—200 крещенных членов. Когда количество членов церкви достигает 300 — открывается новый церковный филиал.
Храмы движения являются однотипными; при церкви «Маранафа» действует завод по производству сборных молитвенных домов. Все детали будущего церковного здания помещаются в 4 грузовика и доставляются на место постройки. Уникальные архитектурные разработки позволяют возводить здание молитвенного дома за 90 дней.
Типичные молитвенные здания христианской церкви «Маранафа» состоят из основного зала (в котором проводится богослужение), подсобных помещений, кухни, ванной комнаты и классов воскресной школы. Некоторые храмовые комплексы имеют зимний сад.